# Wilhelm Hellge
Wilhelm Hellge (* 30. Dezember 1878 in Schönebeck; † 31. Oktober 1947 ebenda) war ein deutscher Kommunalpolitiker (SPD/SED) und Gewerkschafter.

## Leben
Hellge, Sohn eines Arbeiters, erlernte den Beruf eines Zimmermanns. Als 18-Jähriger organisierte er sich gewerkschaftlich und schloss sich dem Zimmerer-Verband in Schönebeck an. Hellge wurde schon bald zu dessen Vorsitzenden gewählt. 1896 trat er der SPD bei. Während der Novemberrevolution 1918 war er Mitglied des Arbeiter- und Soldatenrates in Schönebeck. Von 1919 bis 1933 übte er dort das Amt des Stadtverordnetenvorstehers aus. Gleichzeitig unterstand ihm die Kontrolle des gesamten Bauwesens im damaligen Landkreis Calbe an der Saale. In dieser Funktion unterstützte er insbesondere die Spar- und Bauvereine sowie den sogenannten „Heimstätten-Bau“.
Nach der „Machtergreifung“ der Nationalsozialisten wurde er 1933 aller Ämter enthoben. Während des NS-Regimes wurde Hellge verfolgt, misshandelt und zeitweise inhaftiert.
1945 wurde er zum Vorsitzenden der SPD in Schönebeck gewählt. Nach der Vereinigung von KPD und SPD am 21. März 1946 fungierte er als einer der beiden paritätischen Vorsitzenden der SED Schönebeck.
Hellge wurde am 4. November 1947 auf dem Schönebecker Ostfriedhof in einem Ehrengrab beigesetzt.

## Ehrungen
- Seine Heimatstadt Schönebeck benannte eine Straße nach Hellge.